# Adrenochroom
Adrenochroom is een chemische verbinding met de moleculaire formule {\textstyle {\ce {C9H9NO3}}} die wordt geproduceerd door de oxidatie van adrenaline (epinefrine). Het afgeleide carbazochroom is een hemostatisch medicijn. Ondanks een overeenkomst in chemische namen, is het niet verwant aan chroom. De aanduiding chroom (afgeleid van het Oudgrieks χρῶμα (chróma) wat kleur betekent) verwijst naar het feit dat de verbinding in oplossingen een kleur heeft, dit in tegenstelling tot adrenaline dat kleurloze oplossingen geeft.

## Chemie
In vivo wordt adrenochroom gesynthetiseerd door oxidatie van adrenaline. In vitro wordt zilveroxide (Ag2O) gebruikt als oxidatiemiddel.
 {\displaystyle {\ce {->[{\ce {Ag2O}}]}}} 
In oplossing is adrenochroom roze en door verdere oxidatie van de verbinding polymeriseert het in bruine of zwarte melanineverbindingen.

## Effect op de hersenen
Verschillende kleinschalige onderzoeken (met 15 of minder proefpersonen) die in de jaren vijftig en zestig werden uitgevoerd, meldden dat adrenochroom psychotische reacties veroorzaakte, zoals een denkstoornis en derealisatie. Onderzoekers Abram Hoffer en Humphry Osmond beweerden dat adrenochroom een neurotoxische, psychotomimetische stof is en mogelijk een rol speelt bij schizofrenie en andere psychische aandoeningen. In wat ze de "adrenochroomhypothese" noemden, speculeerden ze dat megadoses vitamine C en niacine (sterke reductoren) schizofrenie zou kunnen genezen door het adrenochroom in de hersenen te verminderen. De behandeling van schizofrenie met zulke krachtige anti-oxidanten is zeer controversieel. In 1973 rapporteerde de American Psychiatric Association methodologische gebreken in het werk van Hoffer aan niacine als schizofreniebehandeling en verwees naar vervolgonderzoeken die geen voordelen van de behandeling bevestigden. Meerdere aanvullende onderzoeken in de Verenigde Staten, Canada en Australië vonden evenmin voordelen van megavitaminetherapie om schizofrenie te behandelen. De adrenochroomtheorie van schizofrenie nam af, ondanks enig bewijs dat het psychotomimetisch zou kunnen zijn, aangezien adrenochroom niet detecteerbaar was bij schizofrenie. In de vroege jaren 2000 werd de interesse hernieuwd door de ontdekking dat adrenochroom normaal kan worden geproduceerd als tussenproduct bij de vorming van neuromelanine. Deze bevinding kan significant zijn omdat adrenochroom ten minste gedeeltelijk wordt ontgift door glutathion-S-transferase. Sommige studies hebben genetische defecten in het gen voor dit enzym gevonden.

## Status
Adrenochroom is niet opgenomen in de lijst van de Controlled Substances Act in de Verenigde Staten. Het is geen goedgekeurd geneesmiddel door de Food and Drug Administration en als het wordt geproduceerd als voedingssupplement, moet het geproduceerd worden volgens strikte normen voor goede fabricagepraktijken (GMP: Good Manufacturing Practices).

## Bekendheid
- In zijn boek The Doors of Perception (1954) vermeldt Aldous Huxley de ontdekking en de vermeende effecten van adrenochroom. Hij vergeleek die met de symptomen van mescaline-intoxicatie, hoewel hij het nooit had gebruikt.
- Auteur Hunter S. Thompson noemde adrenochroom in zijn boek Fear and Loathing in Las Vegas uit 1971. De adrenochroom-scène verschijnt ook in de verfilming van de roman. In het dvd-commentaar geeft regisseur Terry Gilliam toe dat de uitbeelding door hem en Thompson een vorm van overdrijving is. Gilliam houdt vol dat de drug volledig fictief is en lijkt niet op de hoogte te zijn van het bestaan van een stof met dezelfde naam. Hunter S. Thompson noemt adrenochroom ook in zijn boek Fear and Loathing on the Campaign Trail '72. In de voetnoten in hoofdstuk april, pagina 140 schrijft hij: "Het was ergens na middernacht in een haveloze hotelkamer en mijn herinnering aan het gesprek is nevelig, als gevolg van de enorme inname van drank, rugspek en veertig cc adrenochroom."
- Het oogsten van een bijnier van een levend slachtoffer om adrenochroom te verkrijgen voor drugsmisbruik is een plotfunctie in Wie de goden zouden vernietigen, de eerste aflevering van serie 1 van de tv-serie Lewis (2008).
- Adrenochroom is ook een onderdeel van verschillende complottheorieën zoals QAnon en Pizzagate.